# モデル村

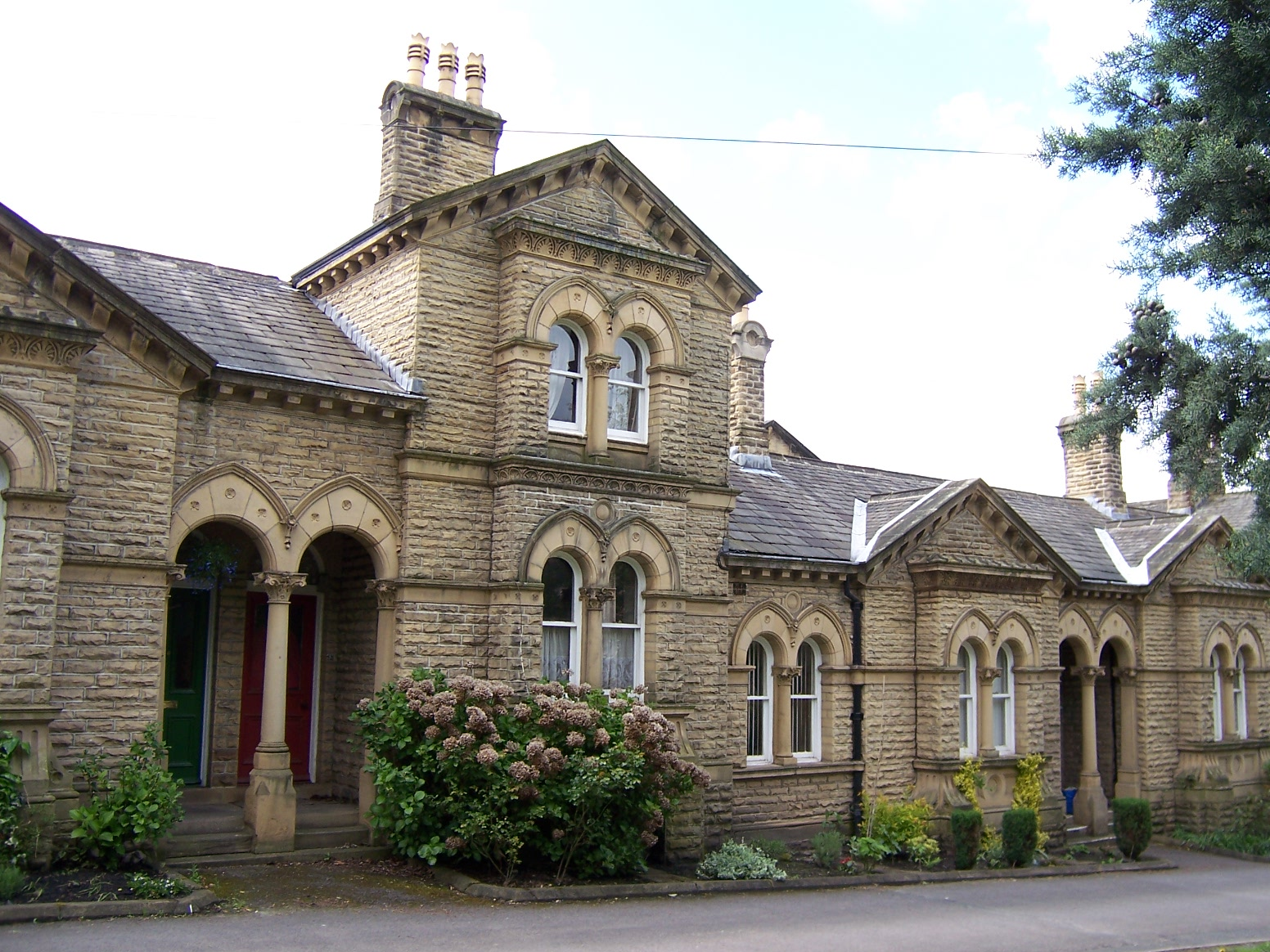
ソルテアの救貧院 ヨークシャー、村全体標準的な建築

モデル村（モデルむら）は、主に自己完結型のタイプであるコミュニティで、地主によって18世紀後半から構築され、実業労働者を労働者ごと収容している村落・集落・居住地。
一般的には職場は居住地とは物理的には離れているが、そうした村は労働者の職場と近接しており、比較的質の高い住宅で構成されている。「モデル」の語は、他者も開発として目標にできるという理想の意味で使用されている。

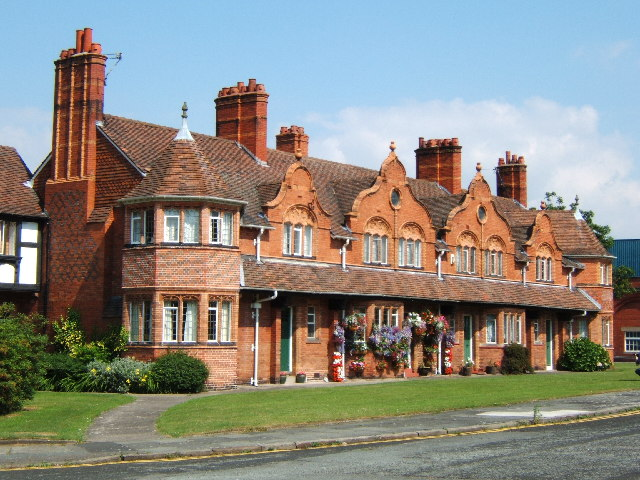
ポート・サンライトの住宅の例

## 概説

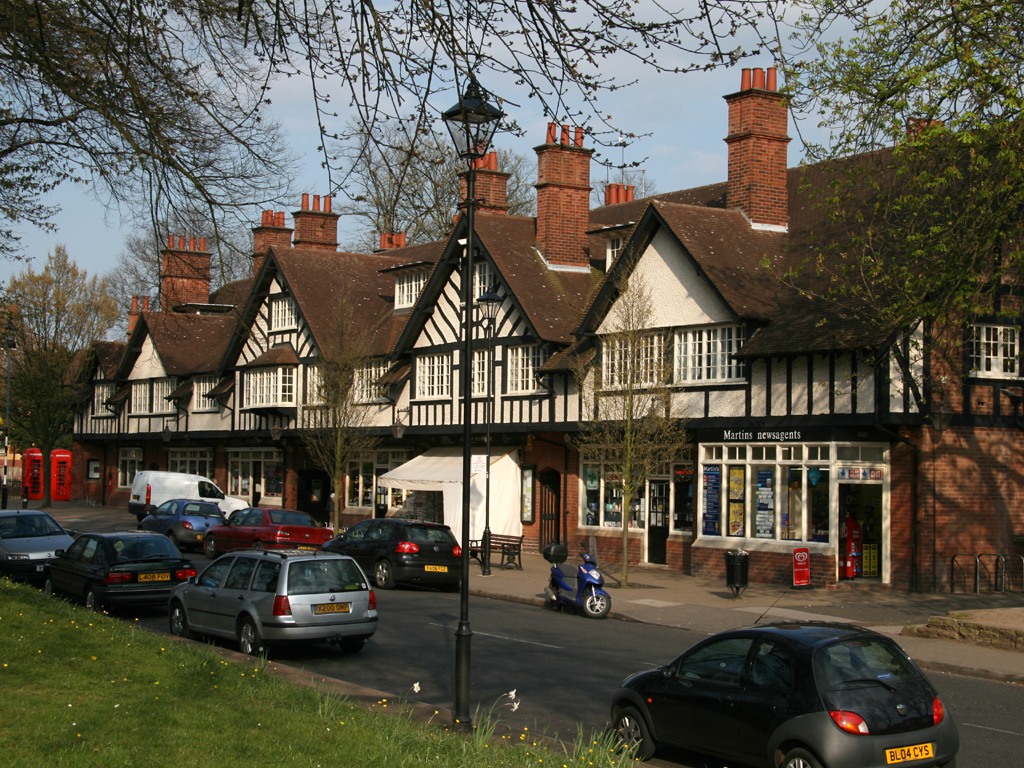
ボーンビル村の典型的なローカルショッピングパレード

モデル村という用語は、18世紀に地方の農村地帯で新たに居住地を作られることを記述するためにビクトリア期に最初に使用されたが、土地所有者が邸宅からの眺望に貧相な小別荘があると審美的な理由で改善しようとして邸宅展望の視界からまずそれらを取り払い、それら村が新しい景色に再建されるのである。そうした再建された新しい村の例としてヌーナム・コートニー村 (Nuneham_Courtenay) の新しい村は幹線道路両沿に平易なれんが住居として再建されたものであり、ミルトンアバ村が動かされる際にはブリストルの田舎風のスタイルで、ブレーズハムレットにおいて再構築される際は葺かれた屋根を持つ建物を個々にデザインされた。
1830年のスウィング暴動は、田舎の病気と不道徳に貧しい住宅事情を強調させ、土地所有者がコテージに基本的な衛生設備を提供する責任を突きつけた。家主は最高の宿泊施設を提供、モデル住居を建て、賃貸料を低くして低賃金を支払っているテナントに独自の基準を課す父親主義的な姿勢を採用した。
19世紀後半には、理解ある企業者は多くの貧しい労働者が悲惨な状況に陥っていることを認識していて、企業のモデル町が現実化。実業家は農村部の場所に産業革命がもたらした工場を建てる際、周りにクラスタ化された労働者のための住宅を提供。こうした産業モデルの村の初期の例は、ロバート・オウエンによって建設されたニュー・ラナークであった。
工場労働者を居住させるモデル村は、英国で19世紀初頭に設立された。これらは工業村とも呼ばれ、企業のモデル町の創造は、ソルテア (Saltaire) （1851年）、ボーンビル (Bournville) 、ポート・サンライト (Port Sunlight) 、クレズウェル (Creswell) 、レイモンド・アンウィン設計のニュー・アーズウィック (New Earswick) （1901年）の創設に伴い、英国で特に顕著であり、とくに労働者階級の住宅改善を強調した。産業界は労働者の生活環境を改善するために労働者階級に共通する非衛生的で混雑した状況に対処することを望んでいた。そうした経営者が経営する企業が示したモデルの町ポートサンライト（1888）とボーンビル（1895）は、その建物と計画技術革新に関して後世に影響を及ぼした。ウィリアム・レバーの ポート・サンライトは村を緑にし、その家は理想的な農村の田舎の様式を採用した。クエーカーの生産者ジョージ・キャドバリー (George Cadbury) やロウンツリー社 (Rowntrees) は工場付モデル村を建設した。キャドバリーは1898年から1905年にボーンビルを建設したあと1914年からは第2期を、1902年にはダウンタウンにニュー・アースウィックを建設した。
ソルテアはタイタス・ソルト (Titus Salt) によって建設されたモデル村である。
慈善事業の石炭所有者も、19世紀初頭から鉱夫のための宿泊施設を提供した。父親からの貨物船所有主であるアール・フィッツウィリアムはバーンズレー近郊のエルセサルの石炭溜まりの近くに住宅を提供していた。「規模と配置が優れており、利便性と労働者階級の居住性に優れている。住宅は4つの部屋、パントリーと小さな庭や豚麦粒腫外畑場を備えていた。
その他、1849年と1853年にジャイルズ・ギルバート・スコット (Giles Gilbert Scott) に依頼しコプレイ (Copley) に出現したアクロイドン (Ackroyden) （1861-63）がエドワード・アクロイド (Edward Akroyd) によって設立された。
ボウリング・ダイワークの所有者ヘンリー・リプリーは1866年にブラッドフォードでリプリーヴィルの建設を始めた。
工業都市はキャンドル専門の会社により設立されたプライス村 と、1888年にジャムを作ったハートリー社のエントリーなどがある。
石炭採掘が進むにつれて、村落に石炭採掘者を収容する村が建設された。ヨークシャーでは、グリメソープ、ゴールドソープ、ウッドランズ、フィッツウィリアムに、労働者住宅が築かれた。ウッドランズ (Woodlands) とクレスウェル (Creswell Model Villages) をデザインした建築家、パーシー・ホフトン (Percy Houfton) は、ガーデンシティの動きの発展に影響を与えた。
エセックスでは1920年代にシルバーエンドモデルの村がフランシス・ヘンリー・クリストールにより建てられた。その家はフラットな屋根とクリスタルの窓を備えたアールデコ様式で設計されている これにより近年のポンドベリの発展は、ドーセット州農村の模範村であり、ウェールズ王の支援を受けている。
こうした町は、生産的で豊かな企業への創造に関わっていく。啓蒙主義的な企業家は、従業員に健康的な居住環境を提供することによってこれが達成できると考えていた。企業のモデル町を計画することは、家のデザインや配置にも新しい概念が融合したものであった。
これらのモデルタウンから生成されたアイデアはガーデンシティの動きに重要な影響を与えているとみなされている。
実業家の温情主義は審美的にも魅力的で、よく設計された住宅、公園、学校、図書館、会議ホールといった従業員のための環境を提供することで、自分の理想が提示されていった。実業家はまた、スポーツイベントなどの社会プログラムを提供することで、労働者の幸福に貢献することを望んだ。しかしこれは、企業の所有者が所有する権力と巨大なコントロールを強調しており、従業員の生活スタイルや活動を自分の利益と企業の利益に役立てることができるともいえる。
これらのモデルの町には、多くの場合、貧弱だった混雑住宅、不衛生な条件、及びオープンスペースや設備の提供によって特徴付けられたイギリスの労働者階級の地区の過密状況と対比される。
企業のモデル町はより健康的な生活条件を提供するために、秩序ある計画されたまちづくりと地域社会のニーズを計画するという概念を推進した。

### イギリスの企業のモデル町
ハリファックス近郊のコプレー（1849年）やブラッドフォード近郊のサルテアイア（1853年）などの企業のモデル町は、他の産業村や都市の労働者階級の住宅とは対照的に、労働者の改善された住居ということで区別された。
これらの模範的な企業の町は、環境改革の中で、ポート・サンライト、ボーンビル、クレズウェルなど他の創造をも促した。
チェシャーのポート・サンライト（1888年）は、石鹸と獣脂のメーカーであるリーバ・ブラザーズ（Lever Brothers）のウィリアム・ヘスケス・レバー（William Hesketh Lever）が起こした町で、このモデル・カンパニー・タウンの初期のレイアウトは、その地形の波状の地形に合わせて計画された
。
改善住宅と庭園（様々なデザインや素材のコテージ）と同様、講堂、学校、テニスコート、ボーリンググリーンなどの社会やコミュニティ施設を通じてレバーブラザーズが従業員のために仕出し提供。町の中心にはまっすぐな通りや住宅街の湾曲した通りなど、整形式と非整形式な計画要素を組み合わせた。この組み合わせは、英国の都市計画の新機能を表している。
バーミンガム近くのボーンビル（1895年）は、キャドバリーの兄弟、ジョージとリチャードによって設立された。バーミンガムの慌しくスモーキーな市内中心部からは程遠い世界を、ジョージとリチャードキャドバリーは、楽しみを享受できるように改善し生活状況や国の環境を従業員に提供するために、この新しい地キャドバリーへ工場を移転することにした。
企業が提唱するアカデミックコースの形で教育を提供し、労働者は、商業や技術トレーニングを完了するための機会を与えられた。
キャドバリー社はまた、スポーツ施設やスポーツクラブ、文化クラブ、サマーパーティーなどの社交イベントの提供を通じて、ボーンビルの社会生活になじめるよう、労働者に奨励した。
ジョージ・キャドバリーはクエーカーで、尊敬、倹約や飲酒などのキリスト教の価値観を提供、そのような雇用主と従業員の間での贈答などの儀式を通じてボーンビル・コミュニティを形成しようとした。同社はまた、女性労働協議会（Women's Works Council）や労働組合を支援する労働協議会を設置した。
ボーンビルは、企業街が田舎の魅力を誇り、築きやすく視覚的に魅力的な住居として定義される低密度の開発を誇っていたため、産業と自然の融合を代表していた。そしてポート・サンライトとは異なり、ボーンビルは、住居だけが労働力に限られていない混在したコミュニティを提供した。ボーンビルは、19世紀の終わりに向かって、低密度の開発がオープンエアスペースと日照をもたらすことを示した。ボーンビルの庭園、公園、木々に囲まれた通り、広々とした感覚、そして国の設定は、審美的な魅力を高め、健康で美しく通気の良い環境を提供するジョージ・キャドバリーの努力を実証した。
ボルゾーバー・カンパニーは、19世紀後半のボルゾーバー (Bolsover) （1891年）とクレズウェル (Creswell) （1896年）の2つの典型的な鉱業共同体をダービーシャーで開発した。ボルゾーバー・カンパニーは、これらのモデルの産業村で鉱夫とその家族の生活環境を改善することを目指していた。住宅は同心円で建てられていて、その中には大きなオープン・パークとバンドスタンがあった。ボルゾーバー・カンパニーはより良い住宅を提供することを目指しただけでなく、設備の提供と労働者の福祉の促進が酔っ払い、ギャンブル、悪い言葉が排除されると信じて、労働者の道徳的繊維を改善することを望んだ。ボルゾーバー・カンパニーは、クラブハウス、ボーリング・グリーン、協同組合店、クリケット・ピッチ、学校など両方の村の従業員にとって有益と思われる施設を提供した。
これらモデル産業村の初期、ボルゾーバー・カンパニーは、フラワーショー、講演会、スポーツイベント、コンサート、茶道、舞踊など、地域生活を強化するためのさまざまなイベントを企画した。

## 例
アメリカ合衆国
- プルマン (企業)#企業城下町　企業城下町#プルマンの教訓

イギリス
（年代順）
- ノーフォーク・トローズ(1805)
- ブレイズ・ハムレット (Blaise Hamlet) ,グロスターシャー(1811)
- セルワシー (Selworthy) ,サマーセット州(1828)
- バローブリッジ,ボルトン（1830年代）[34]
- スネルストン (Snelston) ,ダービーシャー（1840年代）
- スウィンドン鉄道村,ウィルトシャー州（1840年代）
- ウィズネル・フォールド (Withnell Fold) ,ランカシャー(1844)
- ヨークシャー州メルシャム (Meltham,Yorkshire) （1850年）
- ブロムボロープール（ "プライスヴィレッジ"）(1853)
- ソルテア (Saltaire) ,ヨークシャー(1853)
- アクロイドン (Akroydon) ,ヨークシャー(1859)
- ナントヘッド (Nenthead) ,カンバーランド(1861)
- 新シャーストン石炭採掘,ヨークシャー(1864)[35]
- リプリー・ヴィル,ヨークシャー（1866年）
- コプレイ,ヨークシャー(1874)
- ハウブリッジ,ランカシャー（1873-79）
- ボーンビル,ウスターシャー(1879)
- バーウィックハートフォードシャー(1888)
- ポート・サンライト,チェシャー(1888)[36]
- クレズウェル (Creswell Model Village) ,ダービーシャー州(1895)[37]
- 新ボルソーバモデル村,ダービーシャー州(1896)[38]
- ビッカーズタウン,ランカシャー（1901年）
- 新アースウィック,ヨークシャー(1904)[39]
- ウッドランズ (Woodlands) ,ヨークシャー(1905)[40]
- ホワイトレイ村,サリー(1907)
- ガーデン・ビレッジ,ヨークシャー州キングストン・アット・ハル(1908)
- ケンスレイ村 (Kemsley Village) ,ケント州(1924)
- シルバーエンド,エセックス（1926年）
- スチュワートビー (Stewartby) ,ベットフォードシャー(1926)
- パウンドベリー,ドーセット（1993年に建設開始,継続中）

アイルランド
- ミルフォード、アーマー県、北アイルランド（1800年代）
- ポートロー、ウォーターフォード県（1825年）
- シオン・ミルズ、ティロン県、北アイルランド（1835年）
- ベスブルック、アーマー県、北アイルランド（1845年）
- ローレルベール、アーマー県、北アイルランド（1850年代）
- モデル・ビレッジ、コーク県（1910年代、通常はタワーと呼ばれる、既存の村の名前）

スコットランド
- ニューラナーク,ラナークシャー(1786)

ウェールズ
- トレマドグ, カナーフェンシャー(1798)
- ポワン (Powan) (1892)のエラン・ビレッジ (Elan Village)
- ポートマイリオン (Portmeirion) ,メリオンシャー(1925)

ドイツ
- 歓喜力行団の車市 (Stadt des KdF-Wagens) は,フォルクスワーゲン工場向けに建設

イタリア
- ロンバルディア州のクレスピ・ダッタ (Crespi d'Adda) は, 1995年以来,よく保存されているモデル労働者村であり,世界遺産に登録されている。綿繊維工場の労働者に住居や社会サービスを提供するため1878年に建設され、アダー川のほとりに位置する。

スペイン
- マドリッド郊外のヌエボ・バズタン建設は,18世紀初めの商業主義者と起業家の野望から始まった。

オーストラリア
ニュージーランド
- バーヒル (Barrhill) はスコットランドの所有者によって彼の大きな羊の養殖場の労働者のために配置された[41]